# دائرة أفلو
أفلو دائرة تابعة لولاية الأغواط بالجزائر.